# Кушла
Кушла (болг. Кушла) — село в Болгарии. Находится в Смолянской области, входит в общину Златоград. Население составляет 74 человека. Название образовано от тюркского куш — «птица», то есть птичье.
Кушла подчиняется непосредственно общине и не имеет своего кмета.